# The Velvet Underground
The Velvet Undergound va ser una banda de rock formada a Nova York en la dècada dels 60.
Encara que mai arribés a l'èxit comercial, va ser una de les bandes més influents de la història del rock i té un intens valor de culte, a pesar d'haver durat pocs anys. Va ser una de les primeres bandes a experimentar amb la forma i incloure influències avant-garde i, especialment, el soroll de guitarres que els va fer definir l'ús del noise dins del rock. La seva influència sobre el punk, la inclou dintre del grup de bandes classificades com proto-punk i, possiblement, com la primera d'elles.
The Velvet Underground col·laborà amb la revista tridimensional Aspen.

## Membres

### Membres principals
- Lou Reed (guitarra, veu, piano, harmònica, principal compositor 1965-1970) (mort el 2013)
- John Cale (baix, viola elèctrica, orgue, veus 1965-1968)
- Sterling Morrison (guitarra, baix, 1965-1971) (mort el 1995)
- Maureen "Mo" Tucker (percussió,1965-1972)
- Doug Yule (baix, teclats, guitarra, bateria, veus 1968-1973, reemplaçant a John Cale)

### Altres membres
- Angus Maclise (percussió 1965)
- Walter Powers (sota 1970-1972)
- Willie Alexander (teclats, veu 1971-1972)
- Nico (veu 1967) (morta el 1988)
- Billy Yule (bateria 1970)

## Inicis
La banda es va formar el 1964 quan Lou Reed, que havia tocat en algunes bandes de poca durada, treballava com a compositor per a Pickwick Records on va conèixer al gal·lès John Cale, que s'havia mudat als Estats Units per estudiar música clàssica i van tocar junts en un grup anomenat The Primitives amb l'objectiu de promocionar el single de Reed "The Ostrich".
Reed i Cale van congeniar i van pensar a fundar un nou grup. Per a això van buscar a Sterling Morrison, a qui Reed havia conegut a la universitat i amb qui ja havia tocat, i a Angus McLise, veí de John i Lou. Van Formar The warlocks, que després s'anomenarien The Falling Spikes. Van arribar a gravar una cinta on es trobaven "Venus in Furs", "Heroin", "Wrap Your Troubles In Dreams" i "The Black Angel's Death Song".
El nom de la banda va sorgir del títol d'un llibre sobre sadomasoquisme de Michael Leigh titulat The Velvet Undeground que Jim Tucker, amic de Reed i Morrison i germà de Maureen Tucker, va trobar llençat pel carrer. La banda va ser abordada pel promotor Al Aronowitz. Quan el grup va acceptar una oferta de 75 dòlars per fer un show telonejant una altra banda de Aronowitz, The Myddle Class, McLise va deixar el grup acusant-lo de comercialitzar-se. MacLise va ser reemplaçat per Maureen Tucker, germana d'un amic de Reed i Morrison.
Tucker tenia una forma molt particular de tocar la bateria, la qual cosa va sumar excentricitat a la ja poc convencional banda. Tucker solia tocar amb una bateria molt bàsica, desocupada i amb malls en lloc de baquetes. Aparentment, Tucker hauria començat a tocar d'aquesta forma després que la resta de la banda li demanés que fes "alguna cosa inusual".
Després d'aquest concert, Aronowitz els va aconseguir un contracte per a tocar com banda resident en un local anomenat Cafè Bizarre. Aviat la banda va ser acomiadada però dos dies abans que això succeís Andy Warhol va ser dut a l'establiment per Paul Morrissey qui va creure que era una bona idea tenir un grup de rock a The Factory. Tant la música, plena de soroll i distorsions, com les lletres que tractaven tòpics inusuals per a l'època, com sadomasoquisme, travestisme, o l'addicció a l'heroïna, els distanciaven molt de les bandes típiques de l'escena nord-americana d'aquell moment, en la qual la psicodèlia i la cultura hippie arribaven al seu cim a San Francisco.

## Andy Warhol. Nico. EPI. Àlbum debut
Després que Andy Warhol es convertís en el mànager del grup, va suggerir que la model i estrella de la Factory, Nico, havia de cantar a la banda. La banda no es va sentir còmoda amb el suggeriment i Reed i Cale sentien que estaven perdent el control, però finalment van acceptar per aprofitar la promoció que Warhol els podia donar i es van convertir en The Velvet Underground And Nico.
Algunes cançons van ser adaptades per a ser cantades per Nico i durant les que Reed cantava ella tocava la pandereta. Warhol va filmar a la banda assajant i el resultat és la pel·lícula The Velvet Underground & Nico: A Simphony of Sound. Aquesta filmació va ser usualment projectada durant els primers shows de la banda. Paul Morrisey va idear un espectacle amb shows de llums, ballarines i projeccions en el qual la banda toqués. Aquest espectacle es va anomenar Exploding Plastic Inevitable i va dur a la banda a tocar en diferents llocs a través dels Estats Units.
Durant 1966 Angus McLise va tornar breument a la banda durant diverses setmanes quan Lou Reed va sofrir una hepatitis que li va impedir tocar en alguns concerts que ja tenien contractats. Durant aquests shows Cale cantava i tocava l'orgue i Tucker tocava el baix. En aquestes aparicions la banda va començar a tocar una peça improvisada que es va conèixer com The Booker T en honor del líder de la banda Booker T & The MGs. Aquesta peça es convertiria en la base musical per The Gift inclosa en White Light/White Heat.
Algunes d'aquestes presentacions van ser editades en discos pirates i són els únics registres de la banda amb Angus McLise. El seu primer disc The Velvet Underground and Nico gravat en molt pocs dies (existeix desacord sobre el temps exacte d'enregistrament), va trigar gairebé un any a ser editat a causa de factors com les polítiques de les discogràfiques. Tot i l'associació amb Warhol, el contingut del disc no era acceptable per a les discogràfiques que no trobaven maneres de comercialitzar-lo.
Finalment, Warhol els va aconseguir un contracte amb el segell Verve, subsidiari de MGM. El grup no volia que Nico participés en l'enregistrament, ja que sostenien que ja havien cedit bastant permetent que formés part de la gira d'actuacions en directe, però finalment van acceptar la seva presència. El disc va ser editat al maig de 1967 amb un cèlebre disseny de portada de Warhol i amb el nom de Nico afegit al del grup i només va arribar al lloc 171 en les llistes de vendes.

## White Light/White Heat(1968). Acomiadament de John Cale
Lou Reed va acomiadar Warhol del seu lloc de manager després que la seva relació amb la banda disminuís i també va acomiadar la Nico.
Aviat, al setembre de 1967, van començar a gravar el seu segon àlbum, White Light/White Heat, que va ser editat al gener de 1968. Aquest disc va dur les principals característiques de la banda (el noise, la distorsió, l'atonalitat) al seu punt màxim de cruesa.
Cale va definir el disc com conscientment anti-bellesa. L'àlbum va entrar al top 200 del Billboard durant una setmana en el lloc 199.
Dins del grup les tensions creixien a causa de la poca atenció que el grup rebia i també per les creixents diferències d'interessos entre Reed i Cale. Finalment, Reed li va proposar a la resta de la banda triar entre ell o Cale; Tucker i Morrison es van quedar amb Reed, principal compositor de la banda. El lloc de Cale va ser ocupat pel baixista Doug Yule.

## The Velvet Underground(1969)
El tercer disc de la banda va ser gravat el 1968 i editat al març de 1969. El so representa un gran canvi respecte dels dos discos anteriors. Té un estil més tradicional, tranquil, semblant al so que caracteritzaria més tard la carrera solista de Lou Reed. Aquest canvi es deu al fet que el control creatiu de la banda havia estat pres completament per Reed després de la partida de Cale que era el membre més orientat cap a l'experimentació i responsable directe del costat més avantguardista, amb el detall de les seves contribucions multiinstrumentals en el piano i la viola elèctrica.
Molt material que no va veure la llum en el seu moment va ser gravat entre el llançament del tercer àlbum i el quart. Que totes aquestes cançons es mantinguessin inèdites es deu en part a problemes amb la discogràfica. Aquests enregistraments van ser editats després de la separació de la banda als discs VU (1985) i Another View (1986).

## Loaded(1970)
L'últim disc oficial de The Velvet Underground va ser gravat i editat el 1970 sota el segell d'Atlantic Records després de ser acomiadats del seu anterior segell, MGM, degut al fet que el flamant president de la companyia, Mike Curb, va decidir eliminar totes les bandes relacionades amb drogues o moviment hippie de la discogràfica. El disc, titulat Loaded, és el més tradicional i accessible de tots els de la banda. Conté alguns dels temes més clàssics, com «Sweet Jane» que es convertiria en un dels temes més coneguts de Reed. A causa de l'embaràs de Maureen Tucker, la bateria va ser gravada per diverses persones incloent Doug Yule, l'enginyer Adrian Barber, el sessionista Tommy Castanaro, i Billy Yule, germà de Doug. Després d'una llarga residència al cèlebre club Max's Kansas City de Nova York, (durant la qual Billy Yule va tocar la bateria en reemplaçament de Tucker i es va gravar el disc Live at Max's Kansas City) Reed va decidir deixar la banda a l'agost de 1970 i tornar casa dels seus pares a Long Island.

## Després de Lou Reed.Squeeze
El disc Loaded va ser, gràcies a «Sweet Jane» i «Rock And Roll», el disc més proper a l'èxit de la carrera de la banda, però el líder i compositor ja no hi era per la qual cosa Doug Yule va prendre el control. Curiosament, la popularitat de la banda, si bé es va mantenir igual als Estats Units, va créixer a Europa durant aquesta etapa. La banda va sortir de gira per la costa est dels Estats Units i després per Europa amb Yule a càrrec de les veus i la guitarra, Walter Powers (company de Yule en la banda Grass Menagerie) al baix i Willie Alexander (també de Grass Menagerie) a la veu i teclats reemplaçant a Sterling Morrison qui havia deixat la banda el 1971 per a seguir una carrera acadèmica a la Universitat de Texas.
Part del públic es burlava d'aquesta formació i va anomenar-a «The Velveteen Underground». El grup encara devia un disc a la discogràfica però aquesta va decidir editar Live at Max's Kansas City gravat durant la sèrie d'espectacles que van donar en aquest club durant 1970, previ a la partida de Reed.
A causa d'això alguns membres s'allunyen i deixen Yule només en possessió del nom juntament amb el mànager Steven Sesnick qui aconsegueix un contracte amb Polydor. Finalment, Yule grava un disc amb el nom de The Velvet Underground, amb Ian Paice, bateria de Deep Purple i un munt de músics de sessió. Va haver-hi també una cantant femenina en l'enregistrament però la seva identitat es desconeix.
Yule va compondre tots els temes i arranjaments, va tocar tots els instruments excepte la bateria i va produir el disc. El disc es va anomenar Squeeze i va ser menyspreat per la crítica i fins i tot, amb el pas del temps, va desaparèixer de la discografia oficial del grup.
El disc mai no va ser reeditat i la seva raresa i valor s'ha incrementat amb els anys. Yule va armar una nova formació i va sortir de gira, aquesta vegada sense Sesnick com manager que havia abandonat el grup. Yule es va convertir en mànager per necessitat, però la gira no va funcionar com esperaven per promocionar el disc degut al fet que el retard de l'edició va causar que no tinguessin còpies de Squeeze. Aquest retard es va deure principalment que els màsters del disc van estar perduts durant un temps. La banda va tocar el seu últim show al club Oliver's de Cambridge el 27 d'abril de 1973 i finalment Yule la va dissoldre al juny del mateix any.
Part del material en viu d'aquesta última etapa va ser recopila el 2001 quan va veure la llum Final V.O., una caixa que incloïa material gravat en shows entre 1971 i 1973.

## Reunió
La banda es va reunir breument el 1993 i va fer diverses actuacions obrint per U2, espectacles dels quals va sortir l'àlbum en viu Live MCMXCIII. Abans que tinguessin oportunitat de gravar un disc o sortir de gira per Estats Units, la rivalitat entre Cale i Reed (que ja havien tornat a treballar junts en el disc Songs for Drella) va tornar a dividir a la banda.

## Influència
La influència de The Velvet Underground és gairebé inabarcable. Van ser els primers a experimentar directament amb la forma i el soroll dins de la música pop, incloent influències preses directament de la música clàssica contemporània. Aquestes influències van arribar gràcies a John Cale, un deixeble de John Cage que també havia estat part de la Dream Syndicate, grup format pel compositor La Monte Young.
El crític de rock Lester Bangs va declarar que amb The Velvet Underground començava la música moderna i la tradició musical de Nova York. Aquesta tradició musical de la qual parla Bangs és la qual finalment va dur a la creació del punk amb el sorgiment de bandes com Ramones, Television, Talking Heads, The Heartbreakers, Patti Smith o Blondie, passant pels New York Dolls diversos anys abans.
Aquesta tradició seria continuada pel moviment que es va conèixer com No Wave amb bandes com The Contortions, Theoretical Girls, Teenage Jesus and The Jerks o DNA, i el testimoniatge de la qual més conegut és el disc compilat No New York produït per Brian Eno. A pesar de la curta vida d'aquest moviment (aproximadament de 1978 a 1982) molts artistes van sorgir de les seves cendres i va anar una gran influència per a altres bandes com per exemple Sonic Youth.
A partir dels anys vuitanta la influència del punk sobre la música és tan gran que es pot dir que gairebé totes les bandes dels moviments influenciats per aquest gènere, com les pertanyents a la new wave, l'indie, el hardcore, bandes noise o experimentals i la majoria de l'underground nord-americà estan influenciades directament o indirecta per The Velvet Underground.
Una famosa frase, usualment acreditada a Brian Eno, diu que pocs van escoltar The Velvet Underground durant la seva curta existència, però tots els quals ho van fer van formar una banda. Aquesta frase resumeix de forma bastant clara la seva enorme influència en el rock. No solament van redefinir la forma que es podia tocar o compondre en la música pop sinó que també van redefinir sobre què es podia cantar. Les lletres de The Velvet Underground li van valer a la banda grans controvèrsies i la desconfiança de la indústria discogràfica.
Les seves cançons parlaven sobre drogues (I'm Waiting for the Man, Heroin, White Light/White Heat) que era un tema que fins llavors havia estat tabú en la música pop. De fet els seus membres consumien les drogues sobre les quals cantaven (heroïna, anfetamines) i Lou Reed, per exemple, va lluitar una llarga batalla contra la seva addicció a l'heroïna al llarg de tota la dècada dels 70.
Una altra cançó que va despertar controvèrsia va ser Venus in Furs, una cançó sobre sadomasoquisme basada en el llibre La venus de les pells de Leopold von Sacher-Masoch. Moltes de les cançons menys controvertides de la banda igualment estan plagades de personatges excèntrics, perdedors, transvestits, així com referències al sexe o les drogues, encara que en menor grau.

## Discografia

### Singles
- "All Tomorrow's Parties" / "I'll Be Your Mirror" (gravat i editat 1966)
- "Sunday Morning" / "Femme Fatale" (gravat i editat 1966)
- "White Light/White Heat" / "Here She Comes Now" (gravat 1967, editat 1968)
- "What Goes On" / "Jesus" (promo, gravat 1968, editat 1969)
- "Who Loves the Sun" / "Oh! Sweet Nuthin'" (gravat 1970, editat 1971)
- "Foggy Notion" / "I Can't Stand It" (promo, gravat 1969, editat 1985)
- "Venus in Furs" / "I'm Waiting for the Man" (en viu, gravat 1993, editat 1994)

### Àlbums principals
- The Velvet Underground and Nico (gravat 1966, editat 1967; edició "Deluxe" 2CD 2002)
- White Light/White Heat (gravat 1967, editat 1968)
- The Velvet Underground (gravat 1968, editat 1969)
- Loaded (gravat i editat 1970; edició "Fully Loaded" 2CD 1997)
- Live at Max's Kansas City (gravat 1970, editat 1972; edició "Deluxe" 2CD 2004)
- Squeeze (gravat 1972, editat 1973) (encara que no es considera oficialment un àlbum del grup per no contenir ni un dels components originals).
- Live MCMXCIII (gravat i editat 1993)

### Edicions de material d'arxiu
- 1969: The Velvet Underground Live (gravat 1969, editat 1974)
- VU (gravat 1968-1969, editat 1985)
- Another View (gravat 1967-1969, editat 1986)
- Peel Slowly and See (box set, gravat 1965-1970, editat 1995)
- Final V.O. 1971-1973 (box set en viu, gravat 1971-1973, editat 2001)
- Bootleg Seriïs, Vol. 1: The Quine Tapis (en viu, gravat 1969, editat 2001)
- The Very Best of the Velvet Underground (gravat 1966-1970, editat 2003)